# Дальвигк-Шауенбург-Лихтенфельс
Дальвигк-Шауенбург-Лихтенфельс (нем. von Dalwigk zu Lichtenfels und Schauenburg) — русский баронский, предположительно угасший, род из Гессена, известный с 1036 года.
Дальвигки первоначально были вассалами графов Вальдекских и владели деревней Дальвигк близ Корбаха. В 1167 году род был возведён в баронское достоинство. Позднее род разделился на две ветви – Дальвигк цу Лихтенфельс (von Dalwigk zu Lichtenfels) и Дальвигк цу Шауэнбург (von Dalwigk zu Schauenburg).

## Барон фон Дальвигк-Шауенбург-Лихтенфельс
Именным Высочайшим указом от 30 июля / 12 августа 1897 года, бывший гессенский, принявший русское подданство Рейнгард фон Дальвигк-Шауенбург-Лихтенфельс возведён был в потомственное Российское Империи дворянское достоинство, с предоставлением ему права пользования потомственно в России баронским титулом с наименованием бароном фон-Дальвигк-Шауенбург-Лихтенфельс.

## Граф фон Дунтен барон фон Дальвигк-Шауенбург-Лихтенфельс
В 1901 году барон Рейнгард фон Дальвигк-Шауенбург-Лихтенфельс был усыновлён своим дядей (старшим братом его матери) в звании камер-юнкера статским советником графом Павлом Васильевичем (Паулем-Георгом-Гиацинтом) фон Дунтен (*01.04.1833, замок Каркус, Перновский уезд, Лифляндская губ., †25.08/07.09.1904, Цегенгоф, Рижский уезд, Лифляндская губ.).
Высочайше утверждённым 26 марта / 08 апреля 1901 г. мнением Государственного Совета барону Рейнгарду-Вильгельму-Евгению-Якову Фридриховичу-Карловичу-Рейнгардовичу фон Дальвигк-Шауенбург-Лихтенфельс дозволено было присоединить к своим фамилии, титулу и гербу фамилию, титул и герб графа Дунтена (графское Священной Римской империи достоинство пожаловано 13/24 января 1787 года) и именоваться графом Дунтеном бароном Дальвигк-Шауенбург-Лихтенфельс с ограничениями, установленными в статьях 9-11 приложения к статье 79 Свода законов о состояниях (т. IX изд. 1899 г.), то есть, наследованием фамилии и титула только после смерти усыновителя и передачей фамилии и титула только старшему в роде.

## Владения рода в России
После смерти 25.08/07.09.1904 года дяди, Рейнгард фон Дальвигк-Шауенбург-Лихтенфельс унаследовал титул графа фон Дунтен и все принадлежавшие тому поместья: 
- в Лифляндской губернии
  - Каркус (Karkus)[1] (Перновский уезд)
  - Рутерн (Вольмарский уезд)
  - Цегенгоф (Zoegenhof) (Рижский уезд)
  - Таубенхоф (Вольмарский уезд)
  - Нурмис (Nurmis)  [2] (Вилдогский уезд)

как Majoratsherr auf Karkus, Fideikommißherr auf Nurmis, auf Zoegenhof, auf Ruthern und auf Taubenhof.

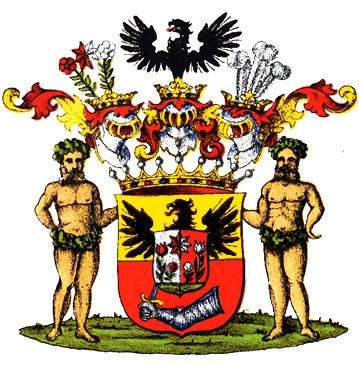
Герб графов фон Дунтен

## Герб
Гербов баронов фон Дальвигк-Шауенбург-Лихтенфельс и графов фон Дунтен баронов фон Дальвигк-Шауенбург-Лихтенфельс в Общем гербовнике нет.
Родовой герб баронов фон Дальвигк представляет собой в серебряном щите чёрные оленьи рога, процветшие восемью червлёными розами. Шлем увенчивался венком из пяти червлёных роз. В нашлемнике три страусовых пера, чёрное, серебряное и чёрное. Намёт чёрный с серебряным подбоем. Встречались варианты, в которых в щите изображались четыре серебряные и четыре червлёные розы, шлем увенчивался венком из трёх червлёных и двух серебряных роз, в нашлемнике изображались червлёное, зелёное и чёрное страусовое перо, а намёт справа имел червлёный верх.
Герб графов фон Дунтен включён в Балтийский гербовник.

## Родословная
- Фридрих-Карл-Райнхард барон фон Дальвигк цу Лихтенфельс (Friedrich Carl Reinhard Freiherr von Dalwigk zu Lichtenfels) (*19.12.1802, Дармштадт  , Гессен-Дармштадт, †28.09.1880, там же). Жёны — 1. (08.05.1839, Страсбург, Франция) Матильда-Луиза-Фелисите, урожд. баронесса Коэорн (Mathilde Louise Félicité Baronesse Coëhorn) (*01.11.1810, Страсбург, Франция, †01.03.1860, Висбаден, Нассау), дочь генерал-майора французской службы Луи-Жака 1-го барона Коэорн (Louis Jacques baron Coëhorn et de l'Empire (19.03.1808)) (*16.01.1771, Страсбург, Франция, †29.10.1813, там же) и его жены (с ~1799) Марии фон Бейер (Maria von Beyer). Без потомства. 2. (25.04.1862, Баден, Баден) Адель-Ефросиния-София, урожд. графиня фон Дунтен (Adele Euphrosine Sophie Gräfin von Dunten) (*22.06.1839, замок Каркус (Karkus), Перновский уезд, Лифляндская губ., Россия, †09.07.1911, Дармштадт, Гессен), дочь графа Оттона-Вильгельма- Казимира фон Дунтен (Otto Wilhelm Kasimir Graf von Dunten) (*05/17.04.1800, Полленгоф (Pollenhof), Перновский уезд, Лифляндская губ., Россия, †12/24.01.1878, Рига, Лифляндская губ., Россия) и его жены (с 03.05.1827, Страсбург, Франция) Адель-Софии, урожд. баронессы Коэорн (Adele Sophie Baronesse Coëhorn) (*14.04.1800, Страсбург, Франция, †02/14.02.1870, Рига, Лифляндская губ., Россия), старшая сестра 1-й жены). 
  - Рейнгард-Вильгельм-Евгений-Якоб барон фон Дальвигк цу Лихтенфельс (Reinhard Wilhelm Eugen Jakob Freiherr von Dalwigk zu Lichtenfels), с 30.07.1897 1-й барон Дальвигк-Шауенбург-Лихтенфельс (Freiherr von Dalwigk zu Lichtenfels und Schauenburg), с 25.08/07.09.1904 1-й граф фон Дунтен барон Дальвигк-Шауенбург-Лихтенфельс (Graf von Dunten Freiherr von Dalwigk zu Lichtenfels und Schauenburg) (*18.02.1864, Дармштадт, Гессен, †17.02.1922, Берлин, Германия).
  - Баронесса Мария-Адель-Вильгельмина-Генриетта фон Дальвигк цу Лихтенфельс (Marie Adele Wilhelmine Henriette Freiin von Dalwigk zu Lichtenfels) (*19.07.1865, Дармштадт, Гессен, †16.06.1948, Hohencampf).
  - Баронесса Паулина-Цецилия-Наталия-София фон Дальвигк цу Лихтенфельс (Pauline Cäcilie Natalie  Sophie Freiin von Dalwigk zu Lichtenfels) (*17.06.1867, Дармштадт, Гессен, †20.03.1945, Нидер-Рамштадт, близ Дармштадта, Германия).